# 군학항
군학항은 전라남도 보성군 회천면 전일리 군학마을 인근에 있는 어항이다. 2003년 5월 26일 어촌정주어항으로 지정하여 관리하고 있다. 시설관리자는 보성군수이다.

## 어항 시설
- 방파제 330m, 선착장 284m, 물양장 57m

## 주요 어종
- 새꼬막, 키조개